# Roc de Torrent Pregon
El Roc de Torrent Pregon és un cim de 1.106,2 metres d'altitud que es troba en el terme municipal de Conca de Dalt, dins de l'antic terme d'Hortoneda de la Conca, del Pallars Jussà. És a prop i al sud-oest del poble d'Hortoneda i al sud-est del de Claverol.